# Пищиков, Вячеслав Алексеевич
Вячеслав Алексеевич Пищиков (24 октября 1923, Путивль, Курская губерния, РСФСР, СССР — 24 февраля 2017) — кандидат технических наук, специалист в области проектирования швейных машин, профессор кафедры машин легкой промышленности Киевского национального университета технологии и дизайна. 

## Биография
С ноября 1941 года служит в Советской армии, старший радиотелеграфист 116-го отдельного батальона связи 105-го укреплённого района 5-й армии 1-го Дальневосточного фронта, участник советско-японской войны. С февраля 1948 года начал работать в Киевском технологическом институте легкой промышленности (КТИЛП) мастером, конструктором научно-исследовательского сектора и одновременно учился на механическом факультете, который окончил с отличием в 1953 году. После этого В. А. Пищиков работает в должности ассистента. Защитил (1965) кандидатскую диссертацию на тему «Взаимодействие шьющих механизмов зигзаг-машин» и в 1968 году получил ученое звание доцента. В 1967-1977 гг. - заведующий кафедрой машин и аппаратов швейного и трикотажного производств КТИЛП (позднее КНУТД). В. А. Пищиков основал на кафедре научно-педагогическую школу «Проектирование швейных машин». Под его руководством выполнили и защитили диссертацию 9 ученых из числа сотрудников и преподавателей кафедры. Его учениками являются профессор кафедры МЛП В. А. Горобец, кандидаты технических наук, доценты С. В. Машинцев и С. М. Глобенко. 

## Основные достижения
Вячеславом Алексеевичем опубликовано более 150 научных и научно-технических работ, среди которых более 45 авторских свидетельств и патентов на изобретения. 
В. А. Пищиков разработал и впервые начал читать несколько профилирующих и специальных курсов, подготовил и издал несколько десятков наименований учебно-методической документации. В 2003 г. издана его оригинальная методическая разработка по практическим работам к дисциплине «Проектирование машин легкой промышленности. Часть 1. Проектирование машин швейного производства». В области швейного машиноведения его методические и учебные курсы являются новаторскими. 

## Основные труды
- Пищиков В. А. Машины, машины-автоматы и автоматические линии легкой промышленности : учебное пособие / В. А. Пищиков. – К.: КТИЛП, 1982. – 118 с.
- Піщіков В. О. Проектування швейних машин / В.О. Піщіков, Б.В. Орловський – К.: «Формат». – 2007. – 320 с.

## Награды
- За отличные успехи в работе (ВП 1999)
- Орден «За заслуги» III степени
- орден Красной Звезды
- орден Великой Отечественной войны
- За победу над Германией
- За боевые заслуги (3 сентября 1945)